# Björn Ekwall
Björn Rickard Ekwall, född 13 juni 1940 i Uppsala, död 19 augusti 2000 i Närs församling, Gotlands län, var en svensk läkare och celltoxikolog, känd för sitt arbete inom in vitro-toxikologi.

## Biografi
Ekwall studerade medicin vid Uppsala universitet, där han blev medicine kandidat 1961 och medicine licentiat 1969. Därefter tjänstgjorde han som lektor vid anatomiska institutionen vid Uppsala universitet. Han avlade medicine doktorsexamen i toxikologi 1980 vid samma universitet och var postdoc i sex månader vid Materials Science Technology Laboratories i Memphis, Tennessee, åren 1981–1982.
Åren 1982–1983 arbetade han som konsult vid Livsmedelsverkets toxikologiska laboratorium. 1983 grundade han ett cytotoxikologiskt laboratorium i Uppsala.

## Utvalda verk och publikationer
Ekwall är känd för sina två huvudprojekt: Multicenter Evaluation of In Vitro Cytotoxicity (MEIC) och Evaluation-Guided Development of In Vitro Toxicity and Toxicokinetic Tests (EDIT) som blev grunden för senare internationella EU-projekt som ACuteTox, Sens-it-iv och ReProTect. MEIC utvärderade användbarheten av in vitro-tester för uppskattning av human akut systemisk toxicitet. EDIT startade 1999 och syftet med EDIT var att upprätta och validera in vitro-tester som är relevanta för toxikokinetik och för organspecifik toxicitet, för att ingå i optimala testbatterier för uppskattning av human akut systemisk toxicitet
Ekwall skrev och var medförfattare till många publikationer inom följande ämnesområden:
- Toxicitet för HeLa-celler av 205 läkemedel, bestämt genom det metaboliska inhiberingstestet kompletterat med mikroskopi, Toxicology, 17 (1980), s. 273-295
- Preliminära studier om validiteten av in vitro-mätning av läkemedelstoxicitet med hjälp av HeLa-celler II. Läkemedelstoxicitet i MIT-24-systemet jämfört med dödlig dos för mus och människor av 52 läkemedel, Toxicology Letters, 5 (1980), s. 309-317
- MEIC - ett nytt internationellt multicenterprojekt för att utvärdera relevansen för human toxicitet av in vitro cytotoxicitetstester, Cell Biology and Toxicology, 5 (1989), s. 331-347
- Översikt över de slutliga MEIC-resultaten II. In vitro/in vivo-utvärderingen, inklusive ett urval av ett praktiskt batteri av celltester för att förutsäga akuta dödliga blodkoncentrationer hos människor, Toxicology in Vitro, 13 (1999), s. 665-673
- EDIT: ett nytt internationellt multicenterprogram för att utveckla och utvärdera batterier av in vitro-tester för akut och kronisk systematisk toxicitet, ATLA, 27 (1999), s. 339-349

## Björn Ekwalls minnesfond[10]
Stiftelsen Björn Ekwalls minnesfond bildades 2001 av Svensk förening för toxikologi. Stiftelsen utdelar varje år Björn Ekwalls minnespris till forskare från hela världen för utmärkt arbete inom celltoxikologi som bidrar till att ersätta djurförsök med alternativa toxicitetstester och metoder.
Hittills har följande forskare fått priset.
| Nr | Namn på mottagaren               | Land           | År      |
| 1  | Maria José Gómez-Lechón          | Spanien        | 2002    |
| 2  | Per Kjellstrand                  | Sverige        | 2003    |
| 3  | Hanna Tähti                      | Finland        | 2004    |
| 4  | Hasso Seibert och Michael Gülden | Tyskland       | 2005    |
| 5  | Cecilia Clemedson                | Sverige        | 2006    |
| 6  | Rodger Curren                    | USA            | 2007    |
| 7  | Erik Walum                       | Sverige        | 2008    |
| 8  | Annalaura Stammati               | Italien        | 2009    |
| 9  | Richard Clothier                 | Storbritannien | 2010    |
| 10 | Päivi Myllynen                   | Finland        | 2011    |
| 11 | Horst Spielmann                  | Tyskland       | 2012    |
| 12 | Per Artursson                    | Sverige        | 2013    |
| 13 | Tuula Heinonen                   | Finland        | 2014    |
| 14 | Michael Balls                    | Storbritannien | 2015    |
| 15 | Vera Rogiers                     | Belgien        | 2016    |
| 16 | Thomas Hartung                   | USA            | 2017    |
| 17 | Anna Forsby                      | Sverige        | 2018    |
| 18 | Jan Van der Valk                 | Nederländerna  | 2019    |
| 19 | Sandra Coecke                    | Italien        | 2020/21 |
| 20 | Helena Kandarova                 | Slovakien      | 2022    |